# Ordem dos Economistas do Brasil
A Ordem dos Economistas do Brasil (OEB) é a entidade civil que visa difundir o conhecimento econômico por todo o país.

## História
A Ordem dos Economistas do Brasil foi a primeira entidade do profissional Economista, sendo fundada no dia 11 de janeiro de 1935 na Faculdade de Ciências Econômicas de São Paulo. E pouco tempo após a sua fundação (em 15 de janeiro de 1936), já recebeu o reconhecimento de sindicato profissional (porém manteve o nome de Ordem dos Economistas de São Paulo).

## Atuação da Ordem dos Economistas
A OEB tem muitos trabalhos na área cultural onde faz convênios e parcerias com várias organizações com o intuito espalhar o conhecimento econômico e financeiro na sociedade em geral. Atua na edição de livros, promove o cursinho preparatório para o Exame Nacional de seleção de candidatos aos cursos de mestrado em economia realizado pela ANPEC, promove cursos, palestras e oferece MBA nas áreas de Economia da Construção e Financiamento Imobiliário em parceria com FIPE/USP e ABECIP Economia e Direito em parceria com LFG. Além disso a OEB é responsável por promover o prêmio "Economista do Ano".